# 日影丈吉

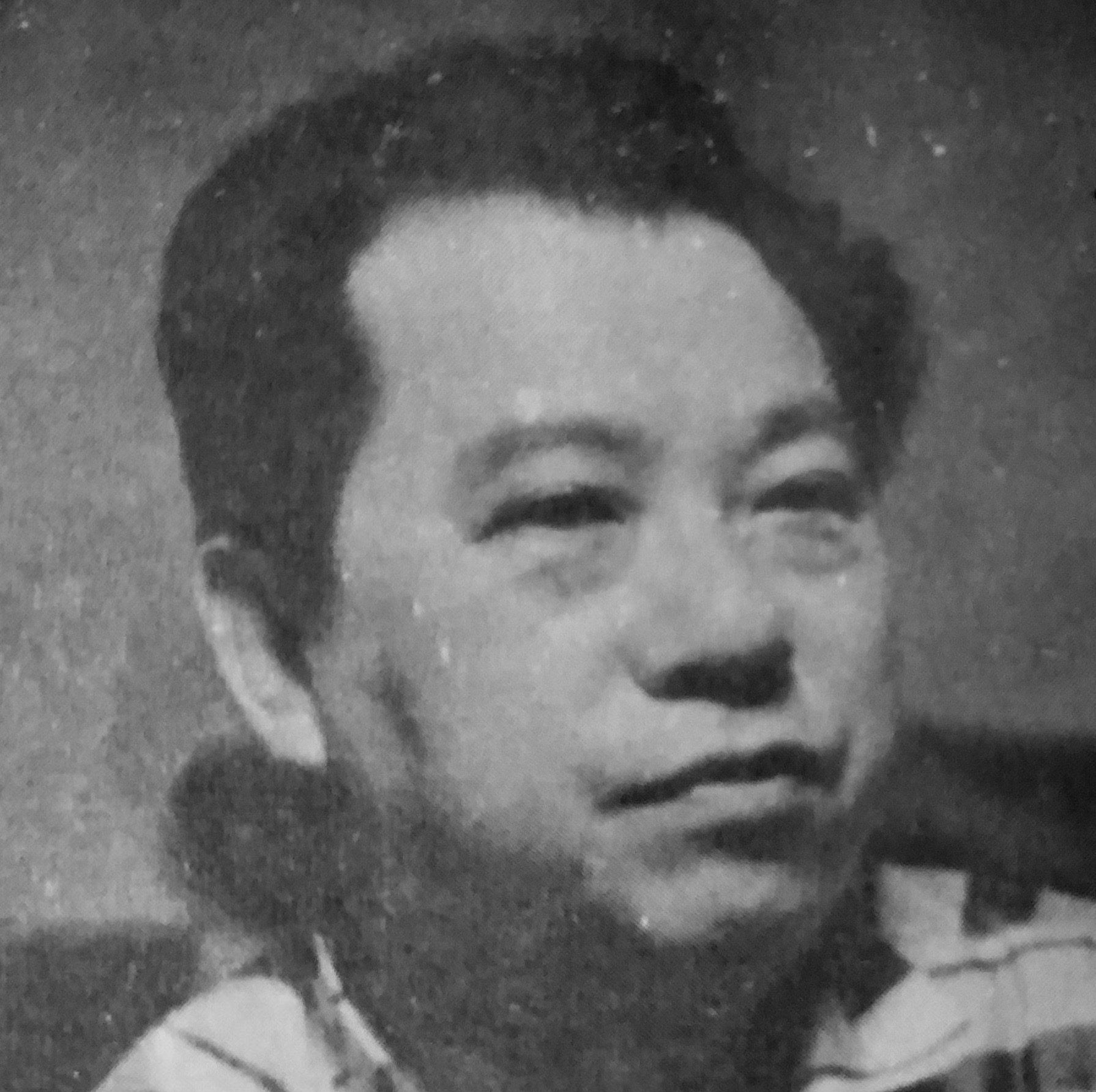
日影丈吉

日影 丈吉（ひかげ じょうきち、1908年6月12日 - 1991年9月22日）は、日本の小説家、推理作家、翻訳家。東京都出身。本名は片岡十一。幻想的な作風で、代表作として長篇小説「真赤な子犬」「内部の真実」「応家の人々」、短篇小説「猫の泉」「吸血鬼」、探偵右京慎策の活躍するハイカラ右京シリーズなど。

## 経歴

### 生い立ち
1908年（明治41年）に東京府東京市深川区深川木場町（現在の東京都江東区木場一丁目）で、魚問屋の父と魚小売商の母の間に第三子として生まれる。4歳の時に父が亡くなり、その魚問屋のあった日本橋に移る。1917年に深川に戻り、神田の明治中学に入学、中学時代は金剛社の探偵小説の叢書を愛読し、『童話』誌に投稿して入選したこともあった。関東大震災で家と学校が被災し、一時叔母のいた千葉の谷津海岸に身を寄せた。学校の復旧が遅れたために14歳から語学教室『アテネ・フランセ』に通って外国語を修得し、その一方で『川端画学校』にて西洋画も学ぶ。『アテネ・フランセ』での同期生には今日泊亜蘭がおり、坂口安吾らの同人誌『言葉』にも参加。十代の頃には麻布の霞町天主公教会に通い、ラテン語、ギリシャ語、古典語の手ほどきを受けた。
卒業後フランスに留学し、帰国後にフランス料理の研究、指導に携わり、また料理文化アカデミー仏語部でレストランやホテルのコックにフランス語を教えるようになる。また『アテネ・フランセ』在学中からフランス文学に親しみ、ネルヴァルなどの影響を受けた。太平洋戦争中は千葉に疎開したが、1943年（昭和18年）に応召し、近衛捜索連隊として台湾に駐屯、そのまま終戦を迎える。実家は空襲で焼失し、復員後しばらくは九十九里浜に暮らすが、東陽町に家を見つけて移り、兄の清太とともに教育映画の仕事などを手がける。

### 作家活動
1949年（昭和24年）、宝石社刊行探偵小説専門雑誌『宝石』の「百万円懸賞探偵小説コンクールC級（短篇部門）」へ10年前に書いていた「かむなぎうた」を投稿し、江戸川乱歩に高く認められて二席入選となる。この「かむなぎうた」は『別冊宝石』の第2巻3号（通巻6号）に掲載された。しかしアメリカ軍のホテル接収が解除され、事業再開のための従業員の語学教育に駆り出され、『宝石』に短篇を年に1、2作だけ書く時期が続く。1954年に『探偵倶楽部』誌などから依頼が来るようになって、作家活動が本格的になる。『探偵倶楽部』ではハイカラ右京シリーズ、『宝石』では「月はバンジョオ」など杉警部ものを執筆。
1955年（昭和30年）に『宝石』に発表した「狐の鶏（きつねのとり）」が、翌1956年（昭和31年）に第9回日本探偵作家クラブ賞（現日本推理作家協会賞）を受賞。1955年に日本探偵作家クラブの書記長、57年に幹事長、60年に副会長を務め、63年に日本推理作家協会となった後も70年まで理事を務めた。1965年以後は小説の執筆は減り、1972年からは『ミステリマガジン』にエッセイ「ミステリ食事学」などを連載。1974年の『暗黒回帰』で第3回泉鏡花賞にノミネートされるが、これは旧作集であったため受賞は見送られた。
連作小説として、明治時代を舞台に探偵右京慎策の活躍する作品がある。右京は元国際スパイとの噂もある外務省嘱託の紳士で、山高帽子に口髭をたくわえ、細身のステッキを手に登場し、一連の作品はハイカラ右京シリーズと呼ばれる。他に探偵シリーズとして春日検事の事件簿もある。
また翻訳として、ボアロー&ナルスジャックの『ちゃっかり女』を始め、ジョルジュ・シムノンのメグレ警視シリーズ『メグレと老婦人』、ガストン・ルルーのルウルタビイユシリーズ『黄色い部屋の秘密』『黒衣夫人の香り』や『オペラ座の怪人』などがある。
晩年の1989年（平成元年）に白水社から出版した短篇小説集『泥汽車』が、翌1990年（平成2年）に第18回泉鏡花文学賞を受賞。
1991年（平成3年）9月22日に東京都町田市原町田の自宅で心不全のため死去。
ペンネームの由来は、『宝石』投稿の頃に家に来ていた富山の薬売りの名を1字変えたもの。俳句は少年時代からの趣味で、中学生の時に『日本少年』誌に入選したこともある。また『童話』誌で短篇小説が入選した。町田市民文学館ことばらんどで、町田ゆかりの作家として資料が展示されている。

### 年譜
- 1908年（明治41年）6月12日 - 東京市深川区で生誕。
- 1949年（昭和24年） - 「かむなぎうた」が『宝石』の「百万円懸賞」二席に入選、『別冊宝石』に掲載し作家デビュー。
- 1952年（昭和27年） - NHKラジオ第2放送『灰色の部屋』で「かむなぎうた」（「巫歌」）がドラマ化。
- 1953年（昭和28年）『宝石』10月号で「日影丈吉特集」が組まれる。
- 1956年（昭和31年） - 「狐の鶏」が第9回日本探偵作家クラブ賞を受賞。選評者は江戸川乱歩・香山滋など。
- 1989年（平成元年） - 短篇小説集『泥汽車』を白水社より刊行。
- 1990年（平成2年） - 『泥汽車』が第18回泉鏡花文学賞を受賞。
- 1991年（平成3年）9月22日 - 東京都町田市原町田の自宅で心不全のため死去。

## 作品

### 全集
- 日影丈吉全集 全8巻・別巻1、国書刊行会 2002-2005年

種村季弘監修、日下三蔵・横山茂雄編

#### 長篇小説
日影丈吉全集 第1巻 長篇小説1 2002年 ISBN 4336044112
- 見なれぬ顔

見しらぬ顔 和同出版社 1958年
- 真赤な子犬

書下し推理小説全集3 桃源社 1959年
徳間文庫 1982年、新版2018年 ISBN 4198943788
- 内部の真実

講談社 1959年
日本推理小説大系13 東都書房 1960年
内部の真実 日影丈吉傑作選3 現代教養文庫 1978年
創元推理文庫 2017年 ISBN 4488407021
- 非常階段

講談社 1960年
現代長篇推理小説全集7 東都書房 1961年
徳間文庫 1981年 ISBN 4195671868
- 応家の人々

東都書房 1961年
徳間文庫 1982年 ISBN 4195673399
中公文庫 2021年 ISBN 412-2070325
- 金果記
- 大扇風器の蔭で
- 李将軍

日影丈吉全集 第2巻 長篇小説2 2003年 ISBN 4336044120
- 女の家

東都書房 1961年
徳間文庫 1986年 ISBN 4195681863
中公文庫 2020年 ISBN 4122069378
- 移行死体

早川書房 1963年
徳間文庫 1983年 ISBN 4195675650
- 現代忍者考

東都書房 1963年
- 孤独の罠

講談社 1963年
講談社文庫 1977年
日影丈吉全集 第3巻 長篇小説3 2003年 ISBN 4336044139
- 夜は楽しむもの

桃源社 1964年
- 多角形

東都書房 1965年
徳間文庫 1986年 ISBN 4195680158
- 殺人者国会へ行く

ベストブック社 1976年
- 一丁倫敦殺人事件

トクマ・ノベルズ 1981年
日影丈吉全集 第4巻 長篇小説4・短篇小説1 2003年 ISBN 4336044147
- 咬まれた手

トクマ・ノベルズ 1983年
- 地獄時計

徳間書店 1987年
- 夕潮

東京創元社 1990年 ISBN 4488012353
創元推理文庫 1996年 ISBN 4488407013

#### 短篇小説
日影丈吉全集 第4巻 長篇小説4・短篇小説1 2003年 ISBN 4336044147
- 黄鵩楼

創元推理文庫 1996年 ISBN 4488407013
- ハイカラ右京探偵譚
- ハイカラ右京探偵譚・拾遺
  - 九つの顔 第一文芸社 1958年
  - 仮面紳士 雄山閣出版 1961年
  - ハイカラ右京探偵暦 現代教養文庫 1978年
  - ハイカラ右京探偵全集 大衆文学館 講談社文庫 1996年 ISBN 4062620634
    - 舶来幻術師
    - 明治の青髯
    - 幽霊買い度し

大江戸歳時記 捕物帳傑作選 夏の巻 （縄田一男編） 河出文庫 1990年 ISBN 4309402739
    - 異説蝶々夫人

両性具有 書物の王国9 （須永朝彦編） 国書刊行会 1998年 ISBN 4336040095
    - 当世錬金術
    - 新春双面神
    - 右京閑日月
    - 開花隠形変
    - 怪異八笑人
    - 開化百物語
    - 牡丹灯異変
    - 美人通り魔

銀座ミステリー傑作選 河出文庫 1987年 ISBN 4309401821
    - 双児の復讐
    - 明治吸血鬼

代表作時代小説31 （日本文芸家協会編） 光風社出版 1990年 ISBN 4875198302
剣よ風を呼べ 時代小説傑作選 （日本文芸家協会編） 講談社文庫 1994年 ISBN 406185769X
    - 狼男の恋

日影丈吉全集 第5巻 短篇小説2 2003年 ISBN 4336044155
- 夜の処刑者

光風社 1959年
- 善の決算

彌生書房 1960年
- 善の決算・拾遺
- 恐怖博物誌

東都書房 1961年
学藝書林 1974年
ふしぎ文学館 出版芸術社 1994年 ISBN 4882930854
- 狐の鶏

吉備津の釜 日影丈吉選集3 （種村季弘編） 河出書房新社 1995年 ISBN 4309706835
日影丈吉集 かむなぎうた 怪奇探偵小説名作選8 （日下三蔵編） ちくま文庫 2003年 ISBN 4480038353
- 東天紅

かむなぎうた 日影丈吉傑作選1 現代教養文庫 1978年
吉備津の釜 日影丈吉選集3 （種村季弘編） 河出書房新社 1995年 ISBN 4309706835
日影丈吉集 かむなぎうた 怪奇探偵小説名作選8 （日下三蔵編） ちくま文庫 2003年 ISBN 4480038353
- 鵺の来歴

猫の泉 日影丈吉傑作選2 現代教養文庫 1978年
かむなぎうた 日影丈吉選集1 （種村季弘編） 河出書房新社 1994年 ISBN 4309706819
日影丈吉集 かむなぎうた 怪奇探偵小説名作選8 （日下三蔵編） ちくま文庫 2003年 ISBN 4480038353
- オウボエを吹く馬

崩壊 日影丈吉選集5 （種村季弘編） 河出書房新社 1995年 ISBN 4309706851
- 蝶のやどり

ひこばえ 日影丈吉選集2（種村季弘編） 河出書房新社 1995年 ISBN 4309706827
- からす
- 犬の生活
- 熊

日影丈吉集 ポピュラーミステリーワールド6 （中島河太郎監） リブリオ出版 1997年 ISBN 4897845661
- 猫の泉

猫の泉 日影丈吉傑作選2 現代教養文庫 1978年
ファニーキャッツ 北宋社 1989年 ISBN 4938620065
猫の泉 日影丈吉選集4 （種村季弘編） 河出書房新社 1995年 ISBN 4309706843
魔性の生き物 怪奇・ホラーワールド5 （二上洋一監） リブリオ出版 2001年 ISBN 4897849314
日影丈吉集 かむなぎうた 怪奇探偵小説名作選8 （日下三蔵編） ちくま文庫 2003年 ISBN 4480038353
- ねずみ

猫の泉 日影丈吉傑作選2 現代教養文庫 1978年
ひこばえ 日影丈吉選集2 （種村季弘編） 河出書房新社 1995年 ISBN 4309706827
日影丈吉集 かむなぎうた 怪奇探偵小説名作選8 （日下三蔵編） ちくま文庫 2003年 ISBN 4480038353
- 王とのつきあい

ひこばえ 日影丈吉選集2 （種村季弘編） 河出書房新社 1995年 ISBN 4309706827
日影丈吉集 かむなぎうた 怪奇探偵小説名作選8 （日下三蔵編） ちくま文庫 2003年 ISBN 4480038353
- 月夜蟹

かむなぎうた 日影丈吉傑作選1 現代教養文庫 1978年
吉備津の釜 日影丈吉選集3 （種村季弘編） 河出書房新社 1995年 ISBN 4309706835
日影丈吉集 かむなぎうた 怪奇探偵小説名作選8 （日下三蔵編） ちくま文庫 2003年 ISBN 4480038353
- 天王寺
- 夢ばか

- 恐怖博物誌・補遺
- イヌの記録

光風社 1964年
日影丈吉全集 第6巻 短篇小説3 2002年 ISBN 4336044163
- 暗黒回帰

日影丈吉未刊短篇集成1 牧神社 1974年
- 幻想器械

日影丈吉未刊短篇集成2 牧神社 1974年
- 市民薄暮

日影丈吉未刊短篇集成3 牧神社 1974年
- 華麗島志奇

日影丈吉未刊短篇集成4 牧神社 1975年
日影丈吉全集 第7巻 短篇小説4・単行本未収録小説1 2004年 ISBN 4336044171
- ひこばえ

ひこばえ 日影丈吉選集2 （種村季弘編） 河出書房新社 1995年 ISBN 4309706827
- 闇夜
- レンタ・カーの冒険
- 旅は道づれ

ひこばえ 日影丈吉選集2 （種村季弘編） 河出書房新社 1995年 ISBN 4309706827
- 砂漠の神
- ある絵画論

猫の泉 日影丈吉選集4 （種村季弘編） 河出書房新社 1995年 ISBN 4309706843
- 魂魄記
- 旅愁

日影丈吉集 かむなぎうた 怪奇探偵小説名作選8 （日下三蔵編） ちくま文庫 2003年 ISBN 4480038353
- あわしま――又は夢の播種
- 泥汽車

物語の王国 白水社 1989年 ISBN 4560045542
かむなぎうた 日影丈吉選集1 （種村季弘編） 河出書房新社 1994年 ISBN 4309706819
- じゃけっと物語

かむなぎうた 日影丈吉選集1 （種村季弘編） 河出書房新社 1994年 ISBN 4309706819
- 石の山
- 屋根の下の気象
- かぜひき
- 媽祖の贈り物
- 墓碣市民

鳩 早川書房 1992年 ISBN 4152035110
- 冥府の犬

鳩 早川書房 1992年 ISBN 4152035110
- 角の家

鳩 早川書房 1992年 ISBN 4152035110
- 壁の男

鳩 早川書房 1992年 ISBN 4152035110
- 鳥雲に入る

鳩 早川書房 1992年 ISBN 4152035110
- 鳩

鳩 早川書房 1992年 ISBN 4152035110
- 極限の吸血鬼

鳩 早川書房 1992年 ISBN 4152035110
- 鬱金色の女
- 鳩時計が鳴く時
- 冬の薔薇
- 月はバンジョオ
- 赤い夜
- 灰の水曜日
- 妻が絵馬
- 怪談・ひとり者の卵
- 花は萎れず
- 木曜日の女
- 陰の虫
- 珈琲をのむ娼婦
- 水魔殺人事件
- ヌード狂想曲
- ホーゼ事件顛末
- 白髪鬼出没
- 真空の情熱
- 浮かぶグラマー
- ハダカに手がかり
- 悩まし殺人事件
- ナチュラマ島奇談
- 踏みにじられた青春
- 殺人計画指令せよ！
- 魔王
- ちがう角度
- 深夜法廷
- 復讐の剣鬼
- 他人のそら似
- あしかび
- 白い木柵

日影丈吉全集 第8巻 単行本未収録小説2 2004年 ISBN 433604418X
- 自分のこと
- 十まで数えろ
- 影の殺人
- 処女鑑賞会
- たそがれの悪魔
- わが友・幽霊
- トルコ行進曲
- 地獄起請
- 殺人マナー考
- 現場写真
- 指がものいう
- 闇に歌えば
- 断崖
- 迷う手
- 暗い曲り角
- 屍体を呼びだせ
- 離陸点に立つ女
- アクタイオン
- 屍体輸送車
- 水と油
- おれは殺したい
- ずれた時間
- スターを消せ
- 午前二時に逢いましょう
- ならんだ顔
- つめたい手
- 夜の演技

崩壊 日影丈吉選集5 （種村季弘編） 河出書房新社 1995年 ISBN 4309706851
- 泥
- 三の酉

真夏の夜の悪夢（ミッドサマー・ナイトメア） ミステリー傑作選 特別編3 （日本推理作家協会編） 講談社文庫 ISBN 4061849484
- 鳴神

日影丈吉集 ポピュラーミステリーワールド6 （中島河太郎監） リブリオ出版 1997年 ISBN 4897845661
- 歪んだ射角
- 秘密は桃色
- パリ・イスタンブール
- タートル・レースの女
- パリ・イェルサレム
- 似たりよったり
- アケビという名の踊り子
- 太陽はゆがんでいた
- 蟻の道

猫の泉 日影丈吉選集4 （種村季弘編） 河出書房新社 1995年 ISBN 4309706843
- 真昼のたわむれ
- 女は午後燃える
- 赤い輪

横浜ミステリー傑作選 河出文庫 1986年 ISBN 4309401449
- おいしい罠
- 青葉学級
- 吸血鬼

猫の泉 日影丈吉傑作選2 現代教養文庫 1978年
猫の泉 日影丈吉選集4 （種村季弘編） 河出書房新社 1995年 ISBN 4309706843
不朽の名作 探偵小説誌 甦る「幻影城」3 角川書店 1998年 ISBN 4047881198
幻影城 探偵小説誌 不朽の名作 角川文庫 2000年 ISBN 4043545010
吸血鬼 書物の王国12 （須永朝彦編） 国書刊行会 1998年 ISBN 4336040125
血 ホラー傑作短篇集1 （結城信孝編） 三天書房 2000年 ISBN 4883460738
日影丈吉集 かむなぎうた 怪奇探偵小説名作選8 （日下三蔵編） ちくま文庫 2003年 ISBN 4480038353
- 人形つかい

かむなぎうた 日影丈吉傑作選1 現代教養文庫 1978年
吉備津の釜 日影丈吉選集3 （種村季弘編） 河出書房新社 1995年 ISBN 4309706835
人形 書物の王国7 （服部 正編） 国書刊行会 1997年 ISBN 4336040079
- しごき屋のしごきが鈍くなる時
- 粉屋の猫

かむなぎうた 日影丈吉傑作選1 現代教養文庫 1978年
ひこばえ 日影丈吉選集2 （種村季弘編） 河出書房新社 1995年 ISBN 4309706827
日影丈吉集 かむなぎうた 怪奇探偵小説名作選8 （日下三蔵編） ちくま文庫 2003年 ISBN 4480038353
- 大きな鳥のいる汽車

猫の泉 日影丈吉傑作選2 現代教養文庫 1978年
猫の泉 日影丈吉選集4 （種村季弘編） 河出書房新社 1995年 ISBN 4309706843
- 「風邪ひき猫」事件
- 東官鶏

十二支殺人事件 干支アンソロジー （山前譲編） 天山文庫 1991年 ISBN 4803329001
- 熊

日影丈吉集 ポピュラーミステリーワールド6 （中島河太郎監） リブリオ出版 1997年 ISBN 4897845661
- 将棋を指す鸚鵡
- ある生長
- 浮き草
- 山姫
- 物忘れ
- 裸のマルゴ女王
- 椅子
- 魚の目
- 奇特な投資家
- 写真きちがい

日影丈吉集 かむなぎうた 怪奇探偵小説名作選8 （日下三蔵編） ちくま文庫 2003年 ISBN 4480038353
- 誘拐

#### エッセイ・雑録
日影丈吉全集 別巻 エッセイ+雑録 2005年 ISBN 4336044198
- ふらんす料理への招待

ふらんす料理への招待 徳間文庫 1985年
- フランス料理の秘密 文化出版局 レモン新書 1971年
- ふらんす味遍歴 あまカラ選書 ロングセラーズ 1978年

- ミステリー食事学

味覚幻想 ミステリー文学とガストロノミー 牧神社 1974年
現代教養文庫 1981年
ちくま文庫 2024年 ISBN 9784480439413
- 名探偵 WHO'S WHO

朝日新聞社 1977年
中公文庫 1984年 ISBN 4122010942
- 荘子の知恵

荘子の知恵 新芸術社 1990年 ISBN 4882930188
- 幻城人無
- 江戸川乱歩と耽美主義文学
- 乱歩氏の反省・遺された問題
- まぼろしの乱歩像
- 「夜の夢」を遺産に頂く
- 幻影城はどこにあったか　こわいはずだよ狐が通る
- 酸素管の涅槃図　ヨハンの大きな時計

鳩 早川書房 1992年 ISBN 4152035110
- 惜枯 録音テープの女
- 小栗虫太郎の文章
- 羨ましいきまってる人
- 不滅のジョーカー
- 思いだすこと
- 角田さんの風雅
- 大下さんと角田さん
- 仙花幻想
- 多次元世界の観測気球
- 『東西庭園譚』その他
- 船
- ホフマン・思い出すことなど
- 晩年のホフマン
- ポオのことなど
- ルパン幻像
- ルパン・錯覚的人物像
- 《黄色い部屋》創作動機の考察
- 《黒衣夫人の香り》あとがき
- ルルーにも桂冠を
- マイ・ファーザー・ブラウン
- 《メグレと老婦人》あとがき
- シムノン雑感
- どうやって死と握手するか
- クラブ賞を頂いて
- 事実の持つ恐怖
- 探偵小説達磨喝
- 恐怖はコッケイか？
- 創作ノート
- 現代語の擬古文
- 実証的推理への脱皮
- ある文壇形成史
- 車道のアリス
- ノートルダムの水落とし
- メタモルポルシス・上昇音の世界
- 幽霊・霊界の浮浪者
- むかしのオカルト映画
- 偽装の論理
- 幻想の泉
- 日影丈吉が選ぶわが追憶の十篇
- こわい家
- フランス怪奇小説瞥見
- 世代の論理
- ガス灯時代の悪女
- キルジャーリ
- エロの感度
- 華麗島の花
- よき時代の人
- メタンガスの詩
- 登竜門
- かたきを持つ男
- ぶおんな
- 紫香の火桶
- 三宅坂とゴム長
- 反乱者の神
- 本の話
- 難解興味
- 霧のポルノ
- むかしのインテリア
- 玉蘭傷心
- かわいらしい神々
- 夢びたり
- インテリアの心理学
- 大道あきない
- 下町のお正月
- 二五年
- 春画
- 坂口安吾の強がり
- 山田風太郎とタクシー
- コット先生の顔
- 村上信夫君の貫禄
- 不安定の安定
- 売禁法前後
- 放さね物語
- 草山と四重渓
- 野の鈴
- 事故の心理
- 富山の薬売り
- 軍隊で陣中日記係り
- おぼろ夜
- 車はいきもの
- コミュニティと文学
- 喫茶店「ミモザ」の猫
- 青春のモダニズム
- 「新青年」とモダニズム
- 回想のモダニズム
- 食い気人生
- 月世界へ来た不思議な旅人
- 宇宙船エンゼル号
- 宿屋の富
- 物いう盆
- 幻の家
- お流れ茶会事件
- 道化の顔
- 現ナマ方位学
- 五銭白銅
- 海辺の町の話
- 白い鳩が来る頃
- 硝子の章

鳩 早川書房 1992年 ISBN 4152035110
- さんどりよんの唾
- 木笛を吹く馬
- 0の発見
- 「炉辺のおじさん」まえがき
- 日本平妖伝
- 三冊の日記帳から
- 影斎詩歌
- ひとりじゃ死ねない

### 選集
- 日影丈吉傑作選 社会思想社・現代教養文庫
  - かむなぎうた 日影丈吉傑作選1 1978年
  - 猫の泉 日影丈吉傑作選2 1978年
  - 内部の真実 日影丈吉傑作選3 1978年
  - ハイカラ右京探偵暦 日影丈吉傑作選別巻 1978年
- 鳩 早川書房 1992年 ISBN 4152035110
- 日影丈吉選集  河出書房新社（種村季弘編）
  - かむなぎうた 選集1 1994年 ISBN 4309706819
  - ひこばえ 選集2 1995年 ISBN 4309706827
  - 吉備津の釜 選集3 1995年 ISBN 4309706835
  - 猫の泉 選集4 1995年 ISBN 4309706843
  - 崩壊 選集5 1995年 ISBN 4309706851
- 日影丈吉集 ポピュラーミステリーワールド6 リブリオ出版 1997年（中島河太郎監） ISBN 4897845661
- 日影丈吉集 かむなぎうた 怪奇探偵小説名作選8 ちくま文庫 2003年（日下三蔵編） ISBN 4480038353

### 暗号短篇小説
- 秘文字 （泡坂妻夫・中井英夫共著） 社会思想社 1979年 ISBN 4390501739

### インタビュー
- 特集 怪奇幻想ミステリー（『幻想文学』9号 幻想文学会出版局 1984年）

日影丈吉、幻想ミステリーを語る 国書刊行会 2005年
- 『幻想文学9』のインタビュー時の音源を録音ディスク1枚（64分間）へ収録

### アンソロジー
- 日本推理小説大系13 鮎川哲也・日影丈吉・土屋隆夫集 東都書房 1960年
- 現代長篇推理小説全集7 日影丈吉・飛鳥高集 東都書房 1961年
- 死者は語らず 「宝石」傑作選集1 本格推理編 （中島河太郎編） 角川文庫 1978年 ISBN 4041457017
- 浅草ミステリー傑作選 河出文庫 1987年 ISBN 4309401813
- ブラック・ユーモア傑作選 （阿刀田高編） 光文社文庫 1989年 ISBN 4334709915
- 黒い軍旗 （山前譲編） 飛天文庫 1995年 ISBN 4894400030
- 特集 神秘文学への誘い 幻想文学65号 （幻想文学企画室編） アトリエOCTA 2002年 ISBN 4900757659

### 翻訳
- ボアロー&ナルスジャック「死者の中から」ハヤカワポケットミステリ・早川書房 1956年／ハヤカワ・ミステリ文庫 1977年
- ジョルジュ・シムノン「娼婦の時」ハヤカワポケットミステリ 1961年
- ルネ・レウヴァン「そそっかしい暗殺者」ハヤカワポケットミステリ 1973年
- ボアロー&ナルスジャック「ちゃっかり女」ハヤカワポケットミステリ 1975年
- ジュール・メグレ「メグレ警視」シリーズ
  - ジョルジュ・シムノン「メグレと老婦人 Maigret et La Vieille Dame」ハヤカワ・ミステリ文庫 1976年 ISBN 4150709521
- ルウルタビイユ（ジョセフ・ジョセフィン）シリーズ 
  - ガストン・ルルー「黄色い部屋の秘密 Le Mystère de la chambre jaune」ハヤカワ・ミステリ文庫 1978年 ISBN 4150730512
  - 同「黒衣夫人の香り Le Parfum de la dame en noir」ハヤカワ・ミステリ文庫 1979年 ISBN 4150730520
- A・D・G「病める巨犬たちの夜 La Nuit des Grands Chiens Malades」ハヤカワポケットミステリ 1979年
- フランシス・リック「危険な道づれ」ハヤカワポケットミステリ 1981年
- ガストン・ルルー「オペラ座の怪人 Le Fantome de l'Opera」ハヤカワ・ミステリ文庫 1989年 ISBN 4150730539

### 編集
- フランス怪談集 河出文庫 1989年、新装版2020年 ISBN 4309467156

## 作品提供

### 映画
- 怖がる人々 第2話 「吉備津の釜」 1994年 （松竹公開・発売・販売、和田 誠監督）